# Najeh Davenport
Najeh Trenadious Monté Davenport (født 8. februar 1979) er en tidligere professionel amerikansk fodbold-spiller fra USA, der spillede i NFL-ligaen for Green Bay Packers, Pittsburgh Steelers og Indianapolis Colts.